# مقدمة في الخوارزميات (كتاب)
مقدمة في الخوارزميات (بالإنجليزية: Introduction to Algorithms) هو كتاب تعليمي في مجال الخوارزميات يستعمل للتدريس في العديد من الجامعات حول العالم وهو مصدر كثيرا ما يتم الاستشهاد به في الأوراق العلمية المتعلقة بالخوارزميات، مع أكثر من 10,000 اقتباسا موثقا على محرك CiteSeerX. مؤلفوا الكتاب هم توماس كورمن، تشارلز لايسيرسين، رونالد  ريفست، وكليفيرد ستاين ولذلك يعرف الكتاب اختصارا بـCLRS. بيعت أكثر من نصف مليون نسخة من الكتاب خلال أول 20 سنة من طبعه.

## جدول المحتويات
- القسم الأول: الأساسيات Foundations
  - 1 دور الخوارزميات في الحوسبة The Role of Algorithms in Computing
  - 2 الشروع في البدء Getting Started
  - 3 نمو الدوال Growth of Functions
  - 4 فرق تسد Divide-and-Conquer
  - 5 التحليلي الاحتمالي للخوارزميات العشوائية Probabilistic Analysis and Randomized Algorithms
- القسم الثاني: الفرز وإحصاءات الترتيب Sorting and Order Statistics
  - 6 فرز الكومة Heapsort
  - 7 الفرز السريع Quicksort
  - 8 الفرز في الزمن الخطي Sorting in Linear Time
  - 9 الوسيط وإحصاءات الترتيب Medians and Order Statistics
- القسم الثالث: بنى البيانات Data Structures
  - 10 بنى البيانات البسيطة Elementary Data Structures
  - 11 جداول التجزئة Hash Tables
  - 12 أشجار البحث الثنائية Binary Search Trees
  - 13 أشجار أحمر-أسود Red-Black Trees
  - 14 تكبير بنى البيانات Augmenting Data Structures
- القسم الرابع: التصميم المتقدم وتقنيات التحليل Advanced Design and Analysis Techniques
  - 15 البرمجة الديناميكية Dynamic Programming
  - 16 الخوارزميات الجشعة Greedy Algorithms
  - 17 التحليل الاستهلاكي Amortized Analysis
- القسم الخامس: بنى البيانات المتقدمة Advanced Data Structures
  - 18 أشجار-باء B-Trees
  - 19 كومات فيبوناتشي Fibonacci Heaps
  - 20 أشجار ڤان ايمد بواس Van Emde Boas Trees
  - 21 بنى البيانات للمجموعات المتفارقة Data Structures for Disjoint Set
- القسم السادس: خوارزميات المخططات Graph Algorithms
  - 22 الخوارزميات البسيطة للمخططات Elementary Graph Algorithms
  - 23 أشجار أدنى الامتداد Minimum Spanning Trees
  - 24 خوارزميات أقصر المسارات بمصدر واحد Single-Source Shortest Path
  - 25 خوارزميات أقصر المسارات لأي زوج All-Pairs Shortest Path
  - 26 التدفق الأقصى Maximum Flow
- القسم السابع: مواضيع مختارة Selected Topoics
  - 27 الخوارزميات متعددة الخيوط Multithreaded Algorithms
  - 28 عمليات المصفوفات Matrix Operations
  - 29 البرمجة الخطية Linear Programming
  - 30 متعددات الحدود و تحويل فورير السريع Polynomials and the FFT
  - 31 خوارزميات عددية Number-Theoretic Algorithms
  - 32 مطابقة النصوص String Matching
  - 33 الهندسة الحسابية Computational Geometry
  - 34 اكتمال إن بي NP-Completness
  - 35 خوارزميات التقريب Approximation Algorithms
- الملحق: خلفية رياضية Mathematical Background
  - أ الجموع Summations
  - ب المجموعات, إلخ Sets, Etc.
  - جـ العد والاحتمال Counting and Probability
  - د المصفوفات Matrices

## تاريخ الطبعات
- Cormen, Thomas H.; Leiserson, Charles E.; Rivest, Ronald L. (1990). Introduction to Algorithms (1st ed.). MIT Press and McGraw-Hill. ISBN 0-262-03141-8.
- Cormen, Thomas H.; Leiserson, Charles E.; Rivest, Ronald L.; Stein, Clifford (2001) [1990]. Introduction to Algorithms (2nd ed.). MIT Press and McGraw-Hill. ISBN 0-262-03293-7.
- Cormen, Thomas H.; Leiserson, Charles E.; Rivest, Ronald L.; Stein, Clifford (2009) [1990]. Introduction to Algorithms (3rd ed.). MIT Press and McGraw-Hill. ISBN 0-262-03384-4.